# ヘンリ・シュラディーク
ヘンリ・シュラディーク（Henry Schradieck 1846年4月29日 - 1918年5月25日）は、ドイツのヴァイオリニスト、教育者、作曲家。とりわけ教育者として高名で、彼が作曲したヴァイオリンの練習曲集は今日でも広く用いられている。

## 生涯
シュラディークはハンブルクに生まれた。彼は父から最初のヴァイオリンの手ほどきを受け、6歳にして公開演奏デビューを果たした。ブリュッセル王立音楽院ではユベール・レオナールに師事し、1等賞を獲得している。その後ライプツィヒに赴いた彼はフェルディナンド・ダヴィッドに弟子入りした。1863年にはブレーメンで行われたカール・ラインターラーの演奏会においてソリストを務めた。翌年、シュラディークはヴァイオリンの教授としてモスクワ入りする。1868年にハンブルクへと戻った彼は、レオポルト・アウアーが退いて空席となったフィルハーモニック協会の指揮者に就任した。6年後、彼はライプツィヒ・ゲヴァントハウス管弦楽団のコンサートマスター、ライプツィヒ音楽院の教授、歌劇場管弦楽団の指揮者を務めた。
キャリアの抜本的転換の必要性を感じたシュラディークはアメリカへ渡り、シンシナティでシンシナティ音楽院の教壇に立つようになると同時に交響楽団を組織した。1889年にはハンブルク音楽院で教鞭を執り、ハンブルクでのかつての職を引き受けた。しかし、それからアメリカへと戻った彼はニューヨークやフィラデルフィアで教職を継続した。シュラディークは1900年もしくは1906年から活動を開始したコーム音楽大学のファイ・ミュー・アルファ・シンフォニア音楽友愛会、ベータ支部の会員であり、友愛会のニューヨーク同窓会で活動していた。彼は練習曲や指の訓練のための教育的なヴァイオリン曲を作曲し、当時のヴァイオリン教育における第一人者の1人として名声を獲得した。また、彼はヴァイオリン製作に関連する仕事にも関心を持っていた。
シュラディークの門弟にはオトカル・ノヴァーチェクやセオドア・スピアリングらがいる。